# Gersthofer Straße
Die Gersthofer Straße ist eine Verkehrsfläche im 18. Wiener Gemeindebezirk Währing.

## Geschichte
Der Gerstlerhof, von dem sich der Name des Vorortes und heutigen Bezirksteils Gersthof ableitet, wurde erstmals 1497 in einer Kaufurkunde genannt. Zu dieser Zeit war der Ort ein Straßendorf, das sich im Bereich zwischen Erndtgasse und Scheibenbergstraße erstreckte. Aufgrund der Lage im Tal des Währingerbachs bestand im Bereich der heutigen Straße ein Weg nach Wien, der sich durch die Gentzgasse und Währinger Straße fortsetzte. Die Bezeichnung lautete einfach auf Hauptstraße.
Anfang des 19. Jahrhunderts bestand die Straße ab der Gentzgasse Richtung Pötzleinsdorf als Allee.
Ab November 1901 führte durch die Gersthofer Straße eine Pferdebahn nach Pötzleinsdorf, die schon ab Jänner 1902 elektrisch betrieben wurde.
1898 wurde die Vorortelinie eröffnet, die bei der Gentzgasse die Haltestelle Wien Gersthof erhielt. Danach wurde als Verbindung vom 17. Bezirk Hernals nach Gersthof die heutige Lidlgasse und deren Fortsetzung entlang der Vorortelinie bis zur Gentzgasse gebaut. Während der Straßenzug ab der Gentzgasse bereits mit Gemeinderatsbeschluss vom 18. Juli 1894 den Namen Gersthofer Straße erhalten hatte, wurde die Verlängerung Richtung Hernals am 26. August 1909 zunächst Tetmajergasse (nach Ludwig von Tetmajer) benannt. Am 7. März 1912 wurde der Name Gersthofer Straße auch auf diesen Teil ausgedehnt.

## Beschreibung

### Lage, Verlauf, Charakteristik
Der Nummerierung folgend beginnt die Gersthofer Straße an der Kreuzung mit Lidlgasse, Lazargasse und Schöffelgasse und umrundet in einem weiten Bogen das Siedlungsgebiet Neu-Gersthof, bis sie den alten Ortskern von Gersthof erreicht und an der Kreuzung mit der Scheibenbergstraße in die Pötzleinsdorfer Straße übergeht. Sie dreht sich dabei von anfangs östlicher bis in nordwestliche Richtung.
Im ersten Teil bis zur Gentzgasse verläuft die Straße neben der Trasse der Vorortelinie; es ist daher nur die linke Straßenseite (ungerade Hausnummern) durchgehend verbaut, überwiegend mit villenartigen kleineren Wohnhäusern aus der Wende vom 19. zum 20. Jahrhundert. Rechts von der Straße senkt sich das Gelände zur Bahntrasse, die hier noch in einem Einschnitt verläuft; an der Straße gibt es vor der Kreuzung mit Kreuzgasse und Czartoryskigasse nur eine Tankstelle und an der Kreuzung ein einzelnes Betriebsobjekt. Ab der Kreuzung fällt die Straße bis zur Währinger Straße ab, während die Bahntrasse ansteigt und nun in Hochlage verläuft. Zwischen Währinger Straße und Gentzgasse hat die Straße bereits einen Bogen von 90 Grad vollendet und verläuft hier annähernd Richtung Norden. Hier befindet sich rechts von der Straße die S-Bahn-Station Gersthof und davor (wie auch an der zur Simonygasse gelegenen Rückseite des Empfangsgebäudes) der kleine Gersthofer Markt. Lokal wird dieser Bereich als Gersthofer Platzl bezeichnet.
Ab der Gentzgasse schwenkt die Vorortelinie weg von der Gersthofer Straße nach Nordosten. Die Straße ist ab hier (mit Unterbrechungen) von Alleebäumen gesäumt; ab der Gentzgasse verkehrt die Straßenbahn. Die geschlossene Verbauung auf beiden Seiten mit überwiegend drei- bis viergeschoßigen Häusern stammt zumeist aus der Zeit des Wiener Historismus, teilweise mit Elementen des Secessionsstils, auch unterbrochen durch moderne Bauten.
Nach dem Türkenschanzplatz schwenkt der Straßenverlauf in nordwestliche Richtung ein. Nun finden sich auch vermehrt Reste der früheren vorörtlichen Verbauung aus Biedermeier und Barockzeit, vor allem im Bereich des alten Ortskerns zwischen Erndtgasse und Scheibenbergstraße um die alte Pfarrkirche (Johannes-Nepomuk-Kapelle) und am Ende der Straße (Maria-Theresien-Schlössel).

### Verkehr
Im Abschnitt zwischen Lidlgasse und Türkenschanzplatz ist die Gersthofer Straße Teil einer wichtigen Verkehrsverbindung von den westlichen Bezirken (über Johnstraße, Possingergasse, Wattgasse und Lidlgasse) in den 19. Bezirk Döbling und weiter über die Heiligenstädter Brücke einerseits nach Floridsdorf und andererseits nach Norden über Donaukanal Straße, Nordbrücke und Donauufer Autobahn A22. Sie ist in diesem Abschnitt Teil der Wiener Vororte Straße (bis 1993: B222). Entsprechend stark ist hier auch das Verkehrsaufkommen im motorisierten Individualverkehr. In längeren Abschnitten sind je zwei Fahrstreifen pro Fahrtrichtung angelegt, zwischen Kreuzgasse und Gentzgasse einer davon als Busspur, die auch von Taxis befahren werden kann. Zwischen Lidlgasse und Kreuzgasse/Czartoryskigasse wird die Straße von Radfahrstreifen begleitet.
Die Gersthofer Straße ist als Hauptstraße A eingestuft.
Dieser Hauptverkehrsader folgt auch die Autobuslinie 10A, welche von der Lidlgasse kommend die Gersthofer Straße bis zum Türkenschanzplatz befährt und sie dort Richtung 19. Bezirk verlässt.
Von der Gentzgasse kommend fährt die Straßenbahn durch die Gersthofer Straße Richtung Pötzleinsdorf, seit 1907 mit dem Liniensignal 41.
Am Knotenpunkt Gersthofer Straße/Gentzgasse besteht Zugang zu den Straßenbahnlinien 9 (Richtung Westbahnhof) und 40 (wie 41 zum Schottentor), zur Autobuslinie 10A und zur S-Bahn Wien.

## Bemerkenswerte Adressen
Denkmalgeschützte Objekte sind durch Fettdruck hervorgehoben.
- Nr. 2: S-Bahn-Gebäude Gersthof
- Nr. 15: Miethaus mit secessionistischen Stilelementen
- Nr. 35: Gymnasium und Volksschule Marianum (Identanschrift Scheidlstraße 2)
- Nr. 57: Wohnhaus von Béla Bartók 1905–1906 (Identanschrift: Wallrißstraße 1; Gedenktafel)
- Nr. 75–77: Gemeindebau Rudolf-Sigmund-Hof, erbaut 1930–1931 durch Karl und Wilhelm Schön[8]
- Nr. 127: Lydl'sches Stiftungshaus, erbaut 1736–1739
- Nr. 129: Johannes-Nepomuk-Kapelle
- Nr. 131: Spätbarockes Wohnhaus aus der zweiten Hälfte des 18. Jahrhunderts
- bei Nr. 131: gotischer Tabernakel-Bildstock (ca. 1460 bis 1490)
- Nr. 143: Maria-Theresien-Schlössel, spätbarockes Landhaus, ca. 1730 bis 1740
- Nr. 147: Haus Gessner-Slupetzky (1934, Architekt Hubert Gessner), das letzte Haus auf der Südseite

## Bildergalerie

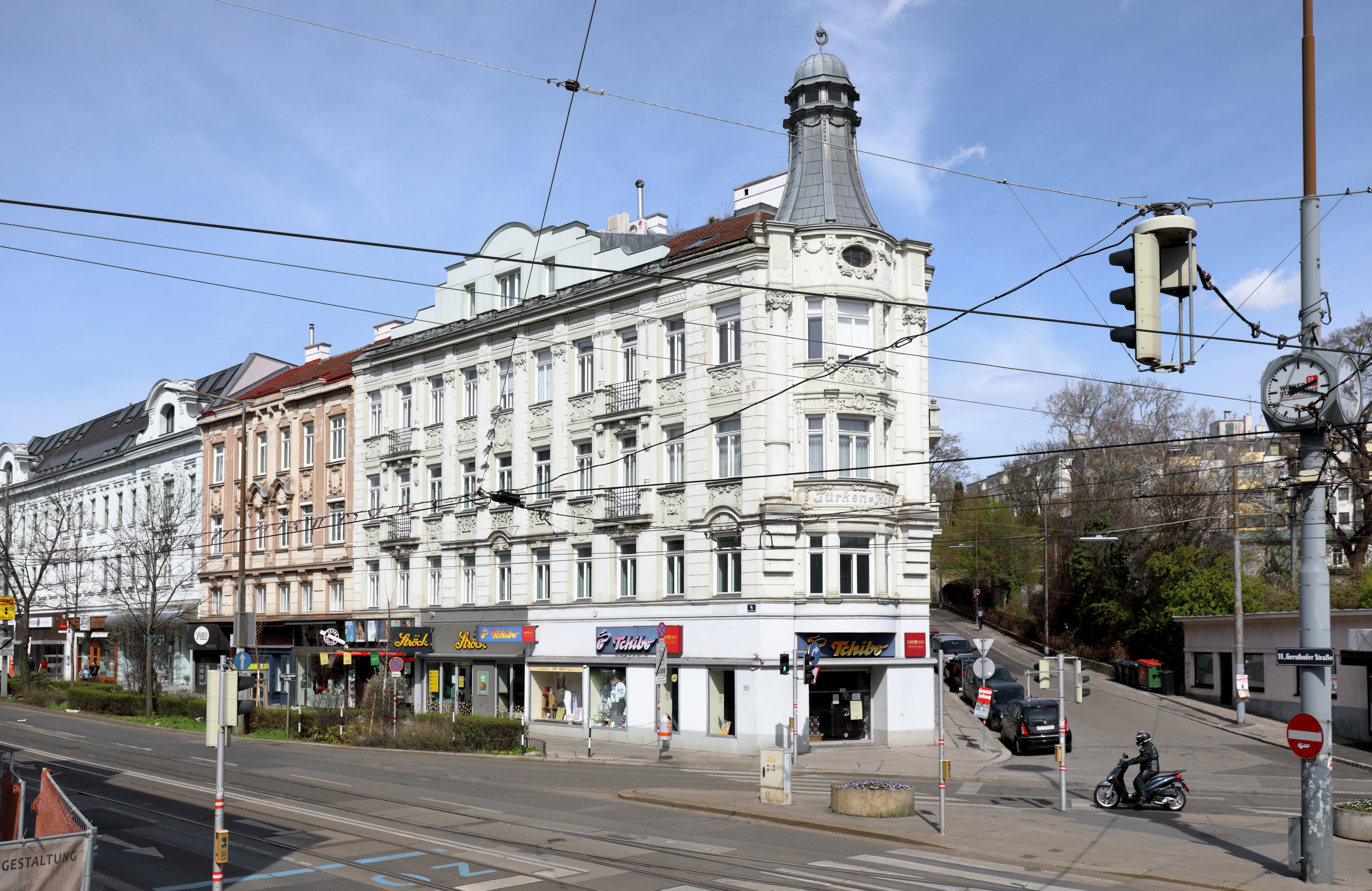
Nr. 4; der sogenannte „Türkenhof“
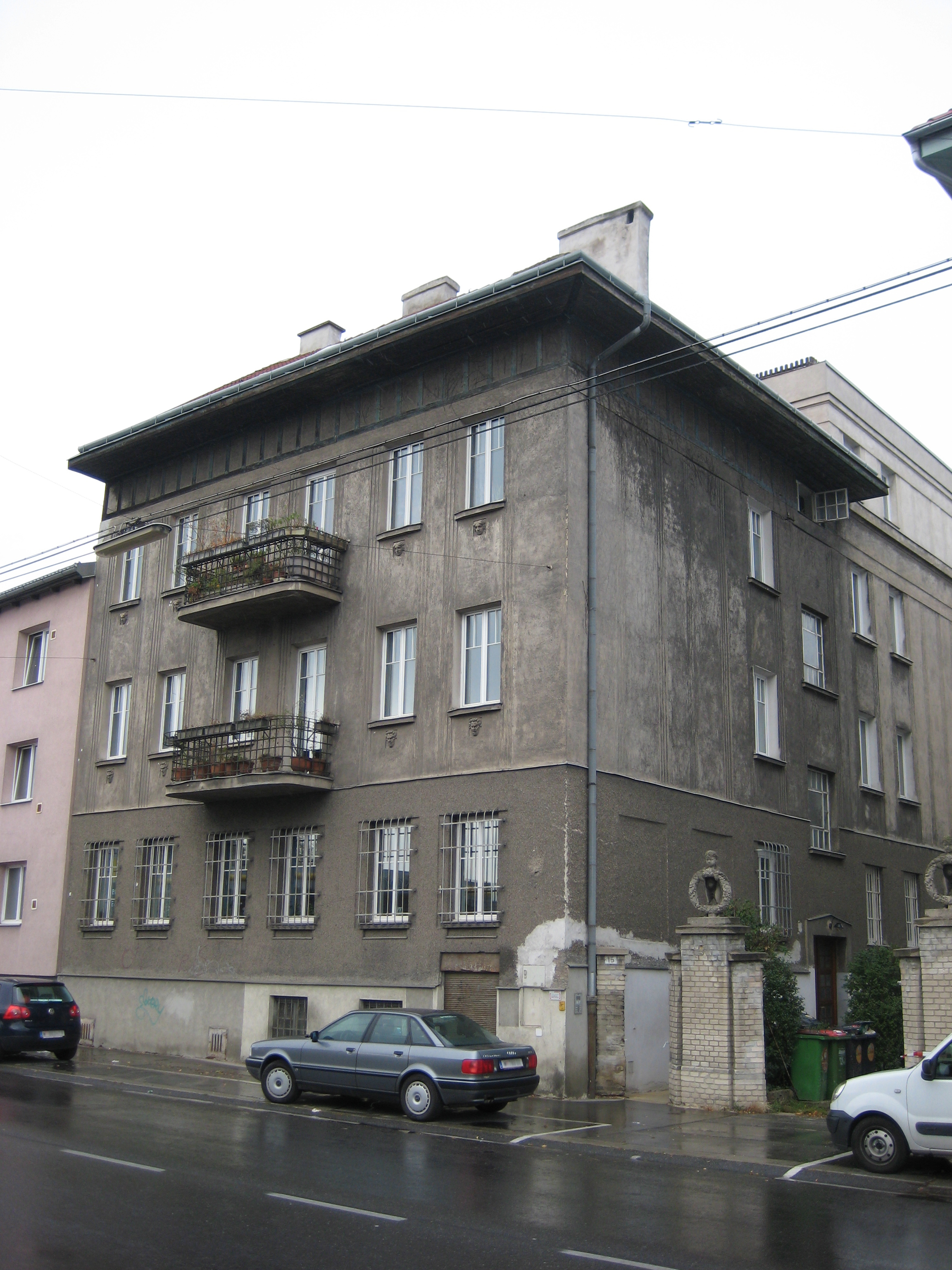
Nr. 15
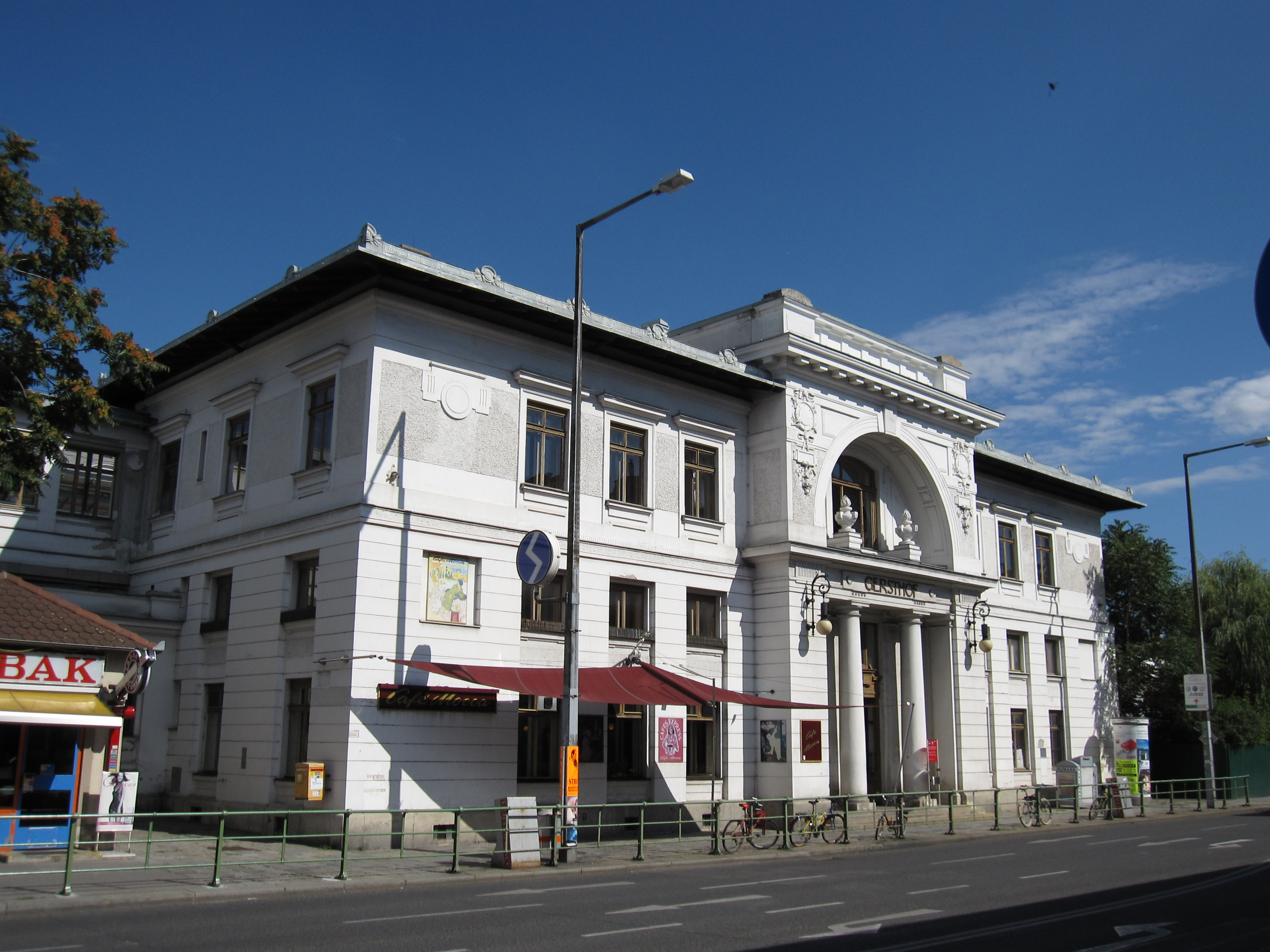
S-Bahn-Station Gersthof
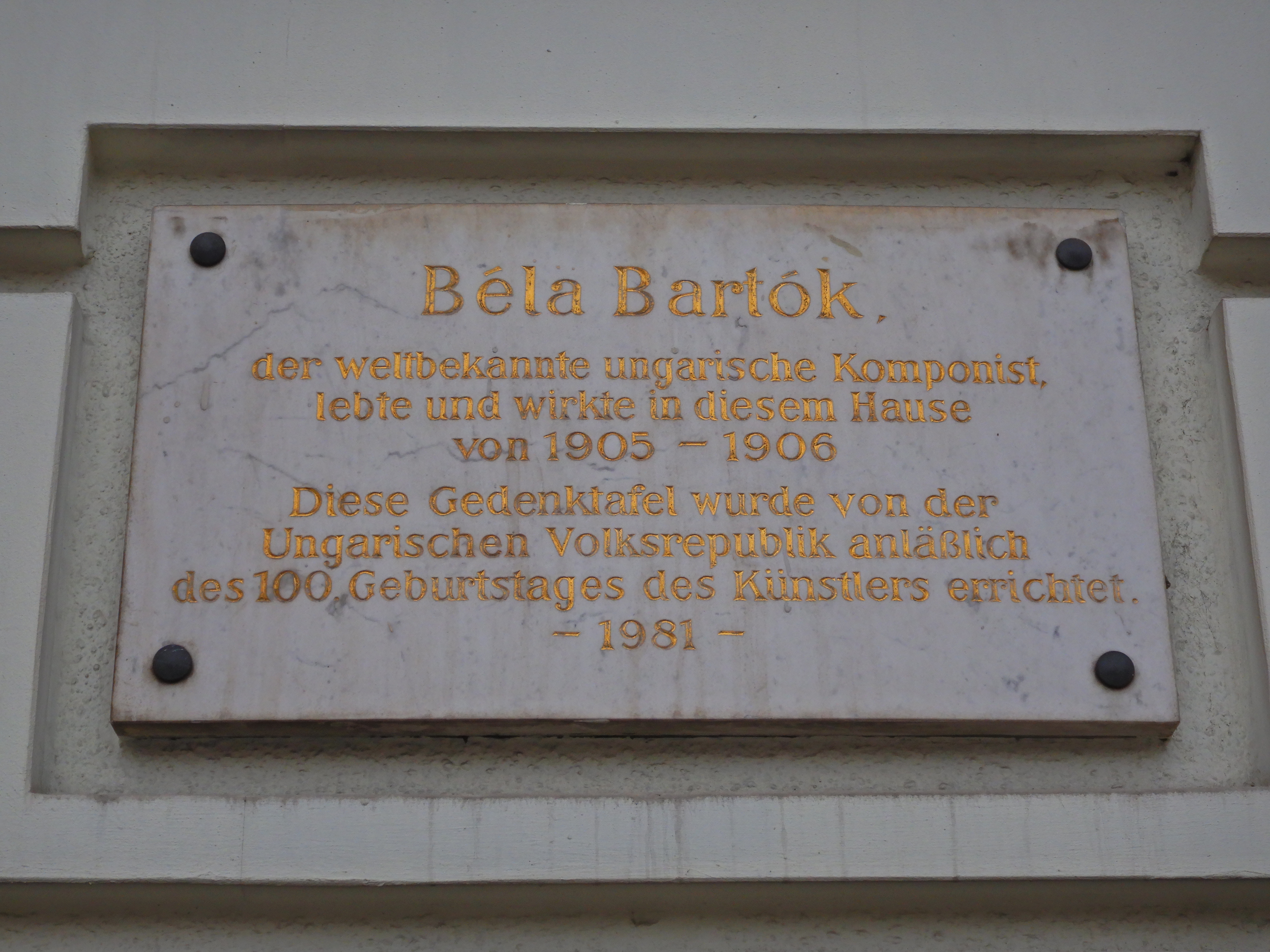
Nr. 57: Gedenktafel für Béla Bartók
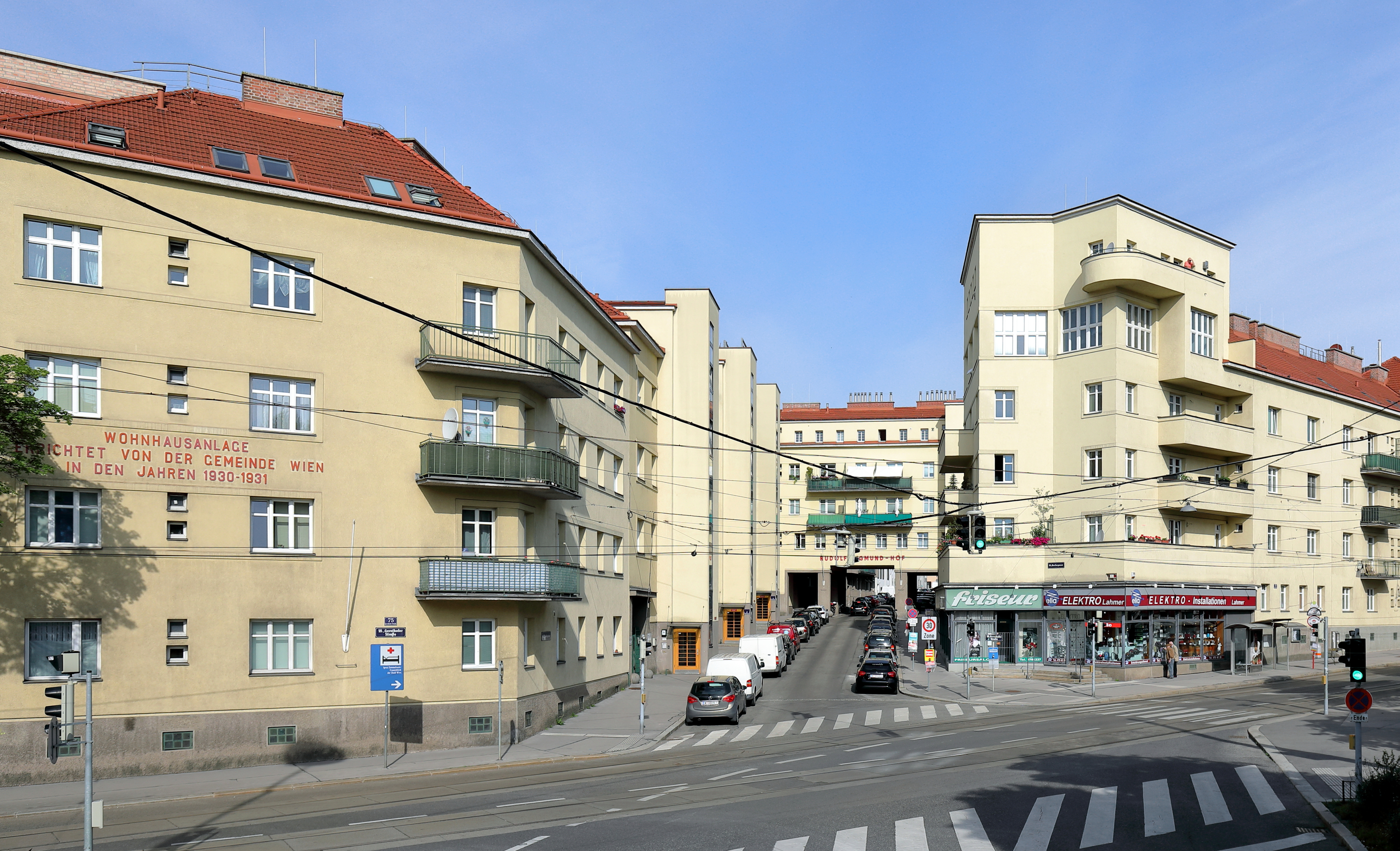
Nr. 75–77, Rudolf-Sigmund-Hof
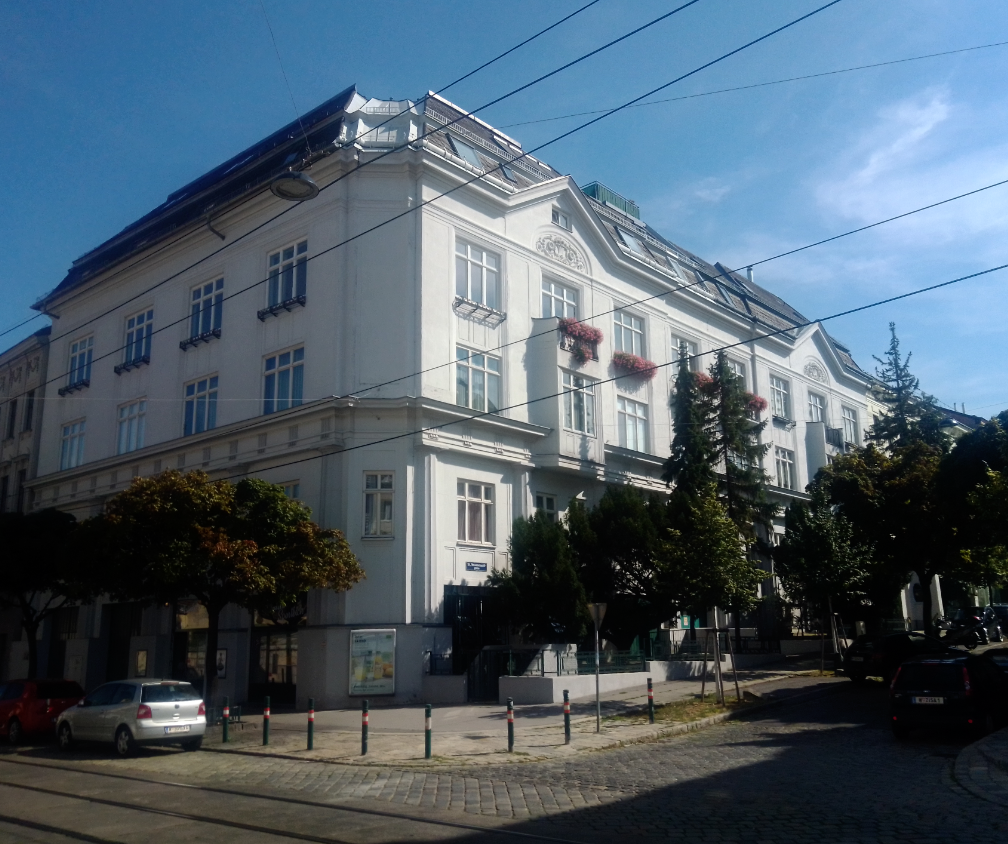
Nr. 105, Eckhaus Messerschmidtgasse; Architekt Ernst Epstein
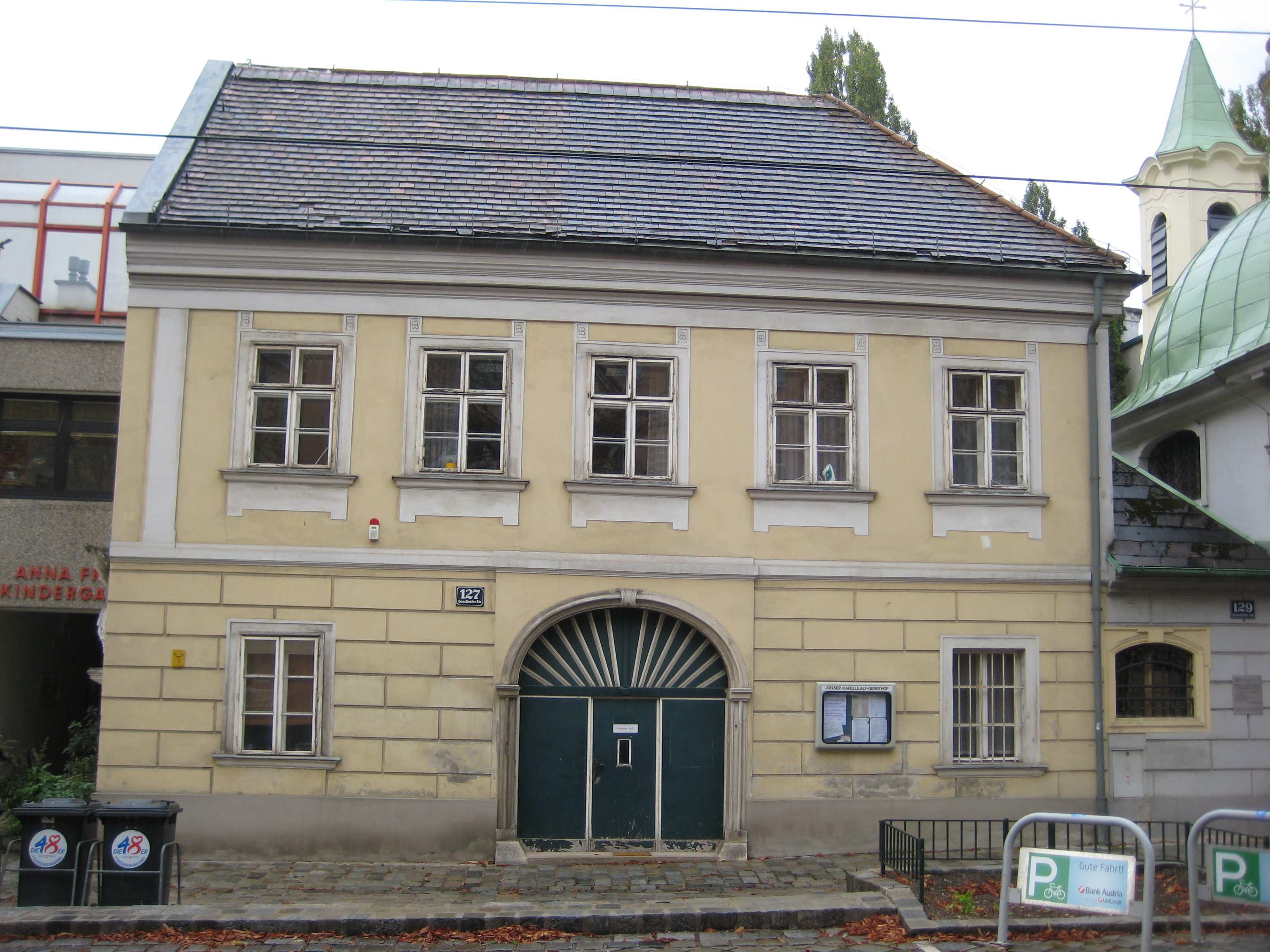
Nr. 127, Lydl'sches Stiftungshaus
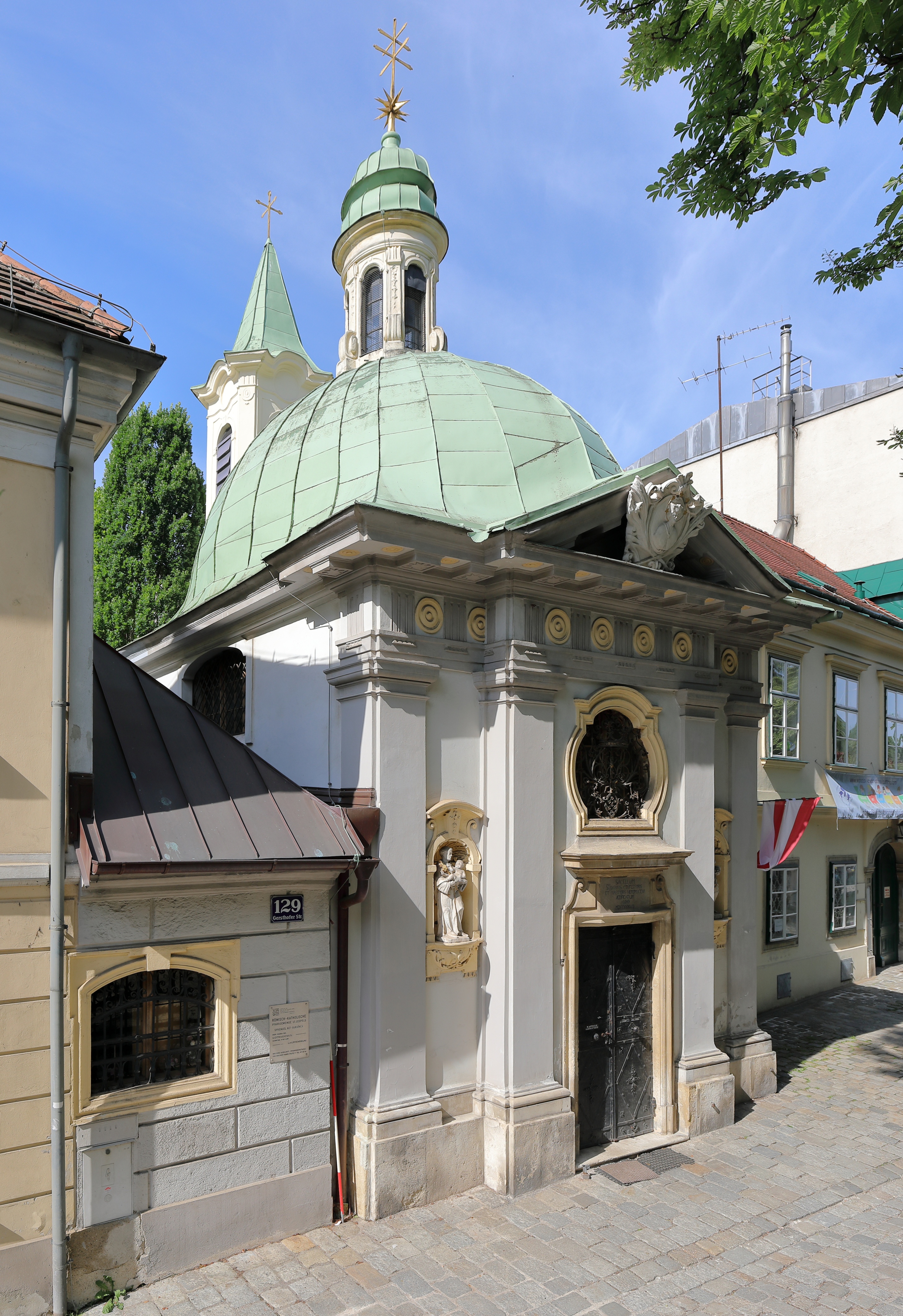
Nr. 129, Johannes-Nepomuk-Kapelle
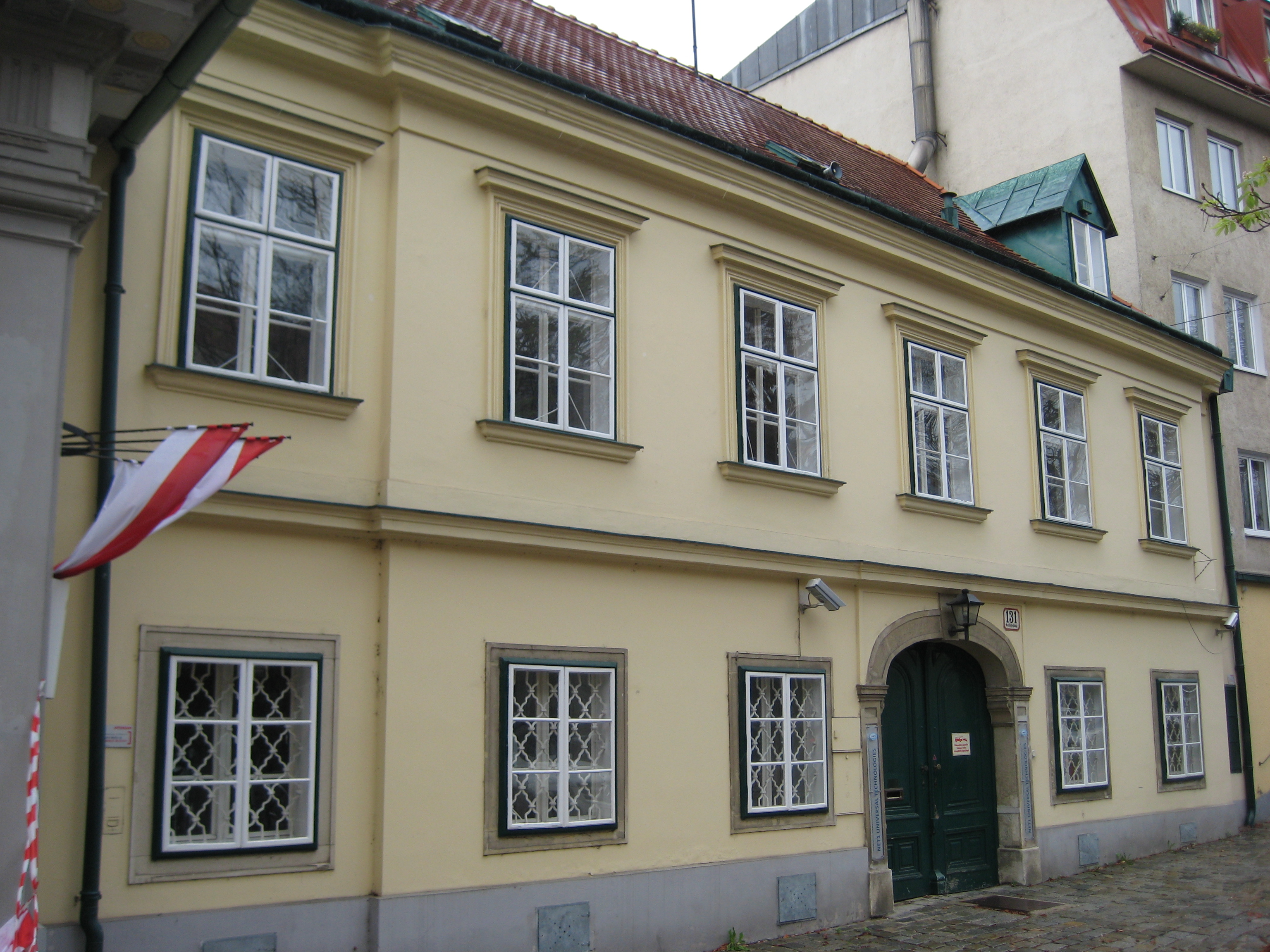
Nr. 131
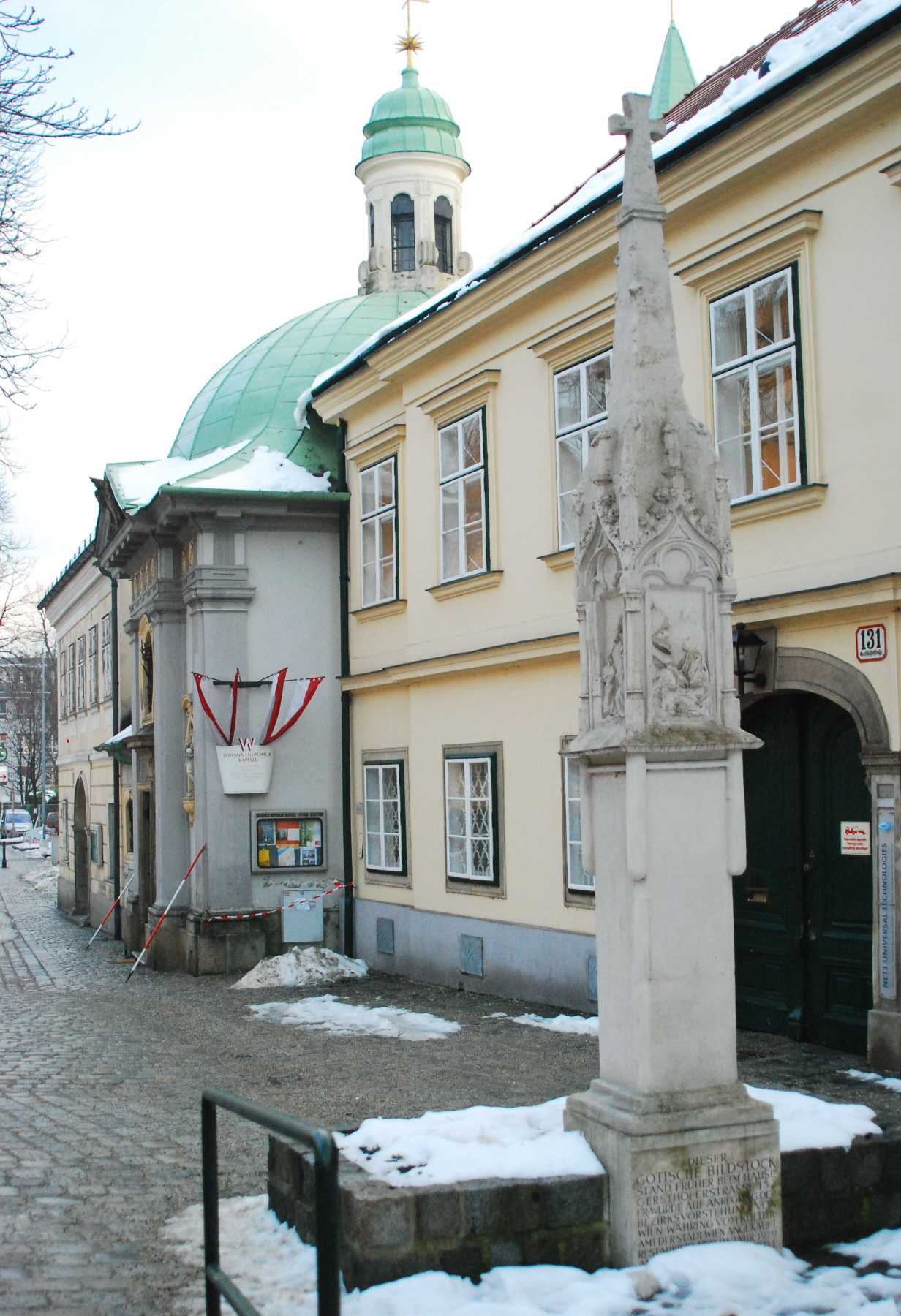
Nr. 127 bis 131 und Bildstock
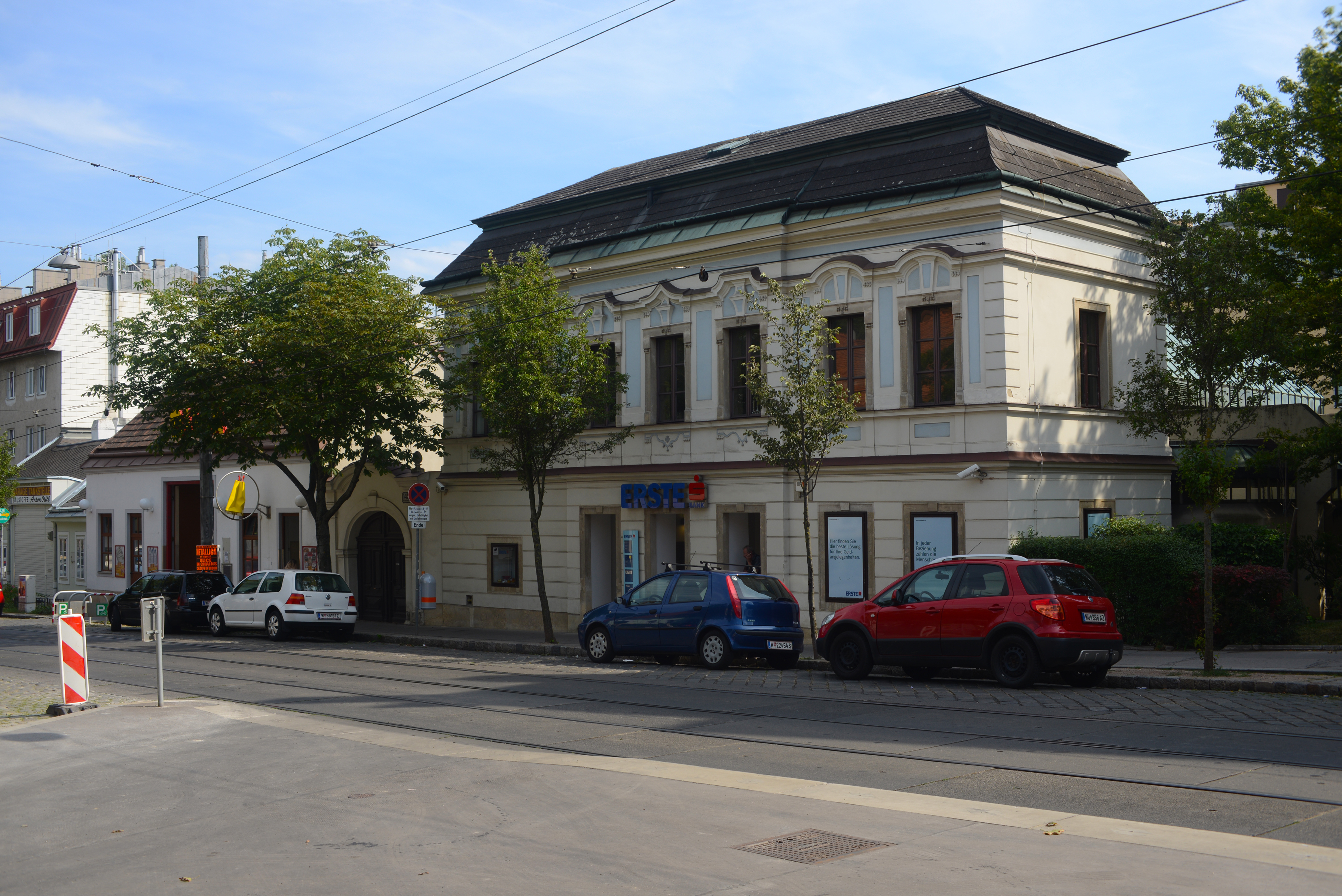
Nr. 143, Maria-Theresien-Schlössel
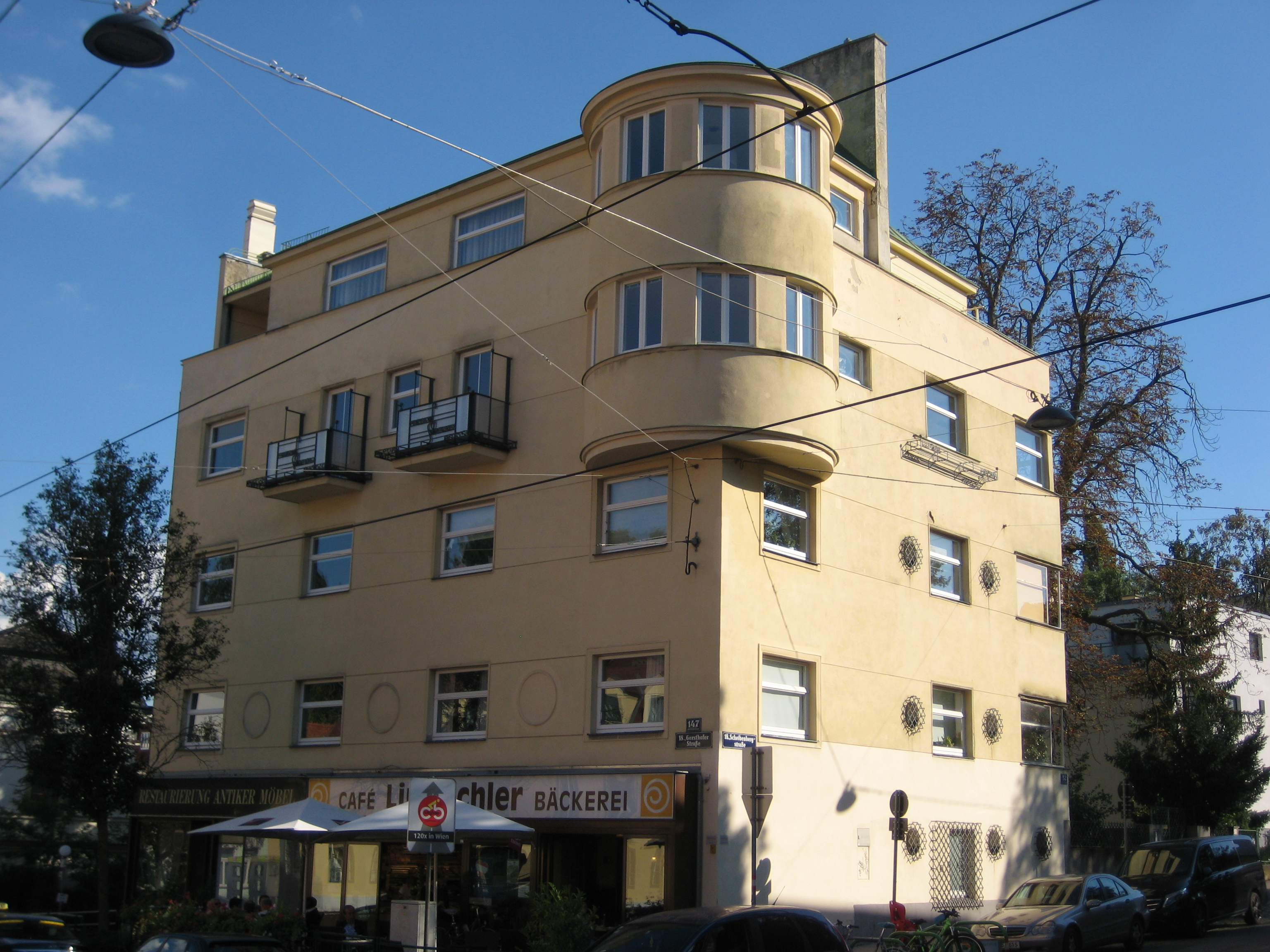
Nr. 147
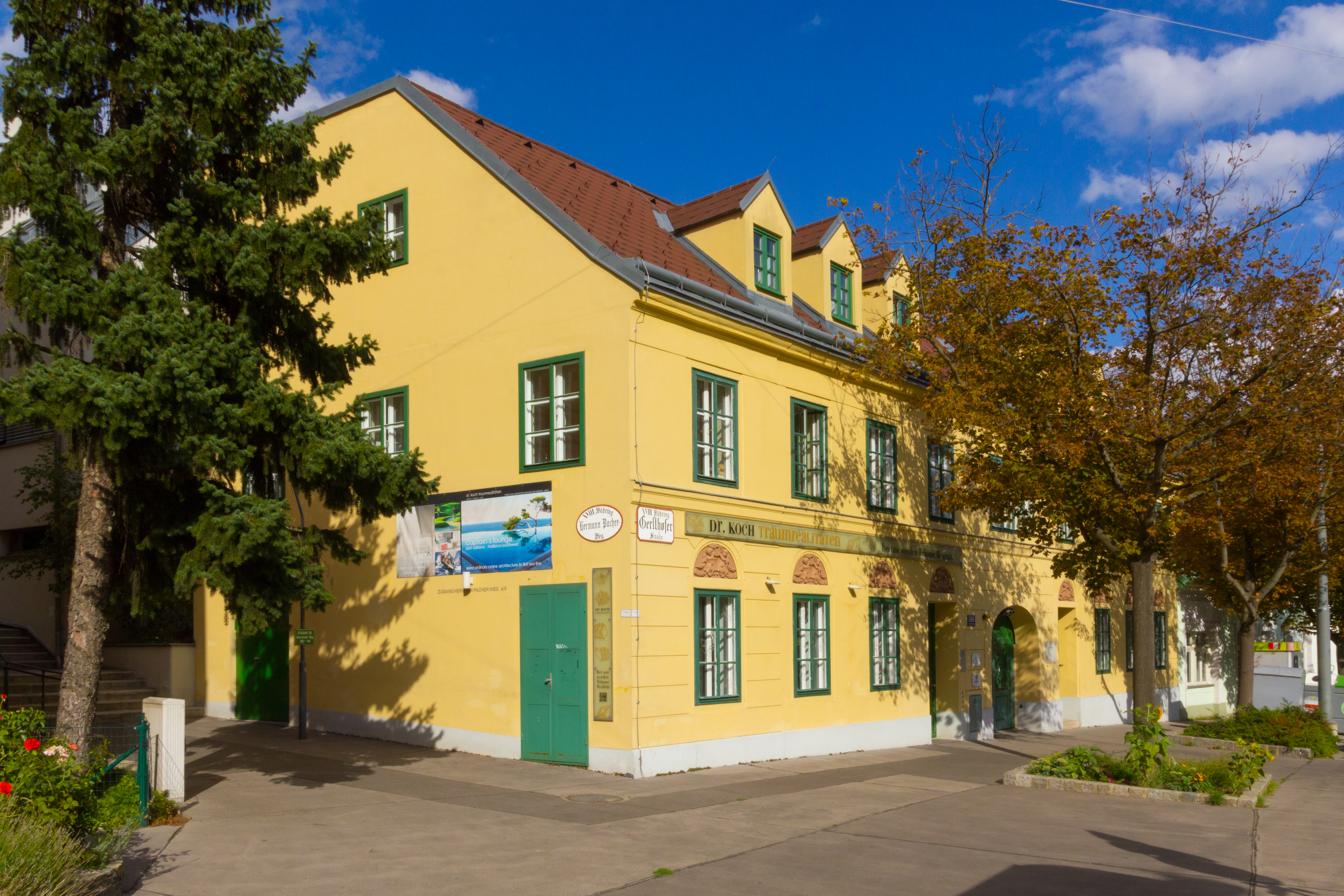
Nr. 166 – das letzte Haus auf der Nordseite